# Andímilos
Andímilos (grec: Αντίμηλος) és una illa deshabitada del grup de les Cíclades, Grècia. Es troba a 20 km al nord-oest de Milos i administrativament forma part d'aquesta illa.